# Adelpha
Adelpha is een geslacht van vlinders uit de familie Nymphalidae. Vertegenwoordigers van dit geslacht komen uitsluitend voor in het Neotropisch gebied. De wetenschappelijke naam ervan werd in 1819 voorgesteld door Jacob Hübner. Hij plaatste acht soorten in het geslacht waarvan er zeven ook door moderne taxonomen nog in Adelpha worden geplaatst; één soort, Adelpha phliase, wordt nu als Synargis phliasus in de familie prachtvlinders (Riodinidae) geplaatst. Hübner wees geen typesoort aan. In 1875 voorzag Samuel Hubbard Scudder in die lacune door de eerstgenoemde soort, Adelpha mesentina (Cramer, 1777), als typesoort aan te wijzen; het was de enige soort uit het rijtje van Hübner die ook in alle behandelingen door latere auteurs in het geslacht werd geplaatst.
In 1836 publiceerde Jean Baptiste Boisduval de naam Heterochroa, met daarin als enige soort Heterochroa serpa. In 1847 verscheen de eerste publicatie van William Chapman Hewitson over neotropische vlinders. Hij publiceerde in de periode tot 1867 de namen en beschrijvingen van zestien nieuwe soorten in het geslacht Heterochroa. In 1850 gaf John Obadiah Westwood als eerste een beschrijving van de morfologische kenmerken van het geslacht. Hij gebruikte de naam Heterochroa, en noemde de oudere naam Adelpha als een synoniem. In 1871 gebruikte William Forsell Kirby de naam Adelpha, voor het geslacht, en plaatste Heterochroa in de synonymie ervan. Frederick DuCane Godman & Osbert Salvin gaven in 1884 als eersten een determineersleutel, waarbij de soorten losjes in soortengroepen werden gerangschikt. Ze gaven aan dat het geslacht op basis van de morfologie nauwelijks zinvol was af te grenzen van Limenitis. Ook in het overzichtswerk dat Hans Fruhstorfer in 1915 publiceerde werd geen enkel kenmerk genoemd waarmee Adelpha van Limenitis te onderscheiden is.
Ondanks het ontbreken van een goede definitie van het geslacht, werd Adelpha door de meeste auteurs als apart geslacht onderscheiden. De basis daarvoor was de geografische isolatie van het geslacht ten opzichte van vergelijkbare vlinders (het is de enige neotropische groep van Limenitidini), en de algemene onderlinge overeenkomst in uiterlijk die de soorten in het geslacht vertonen. In 1950 reduceerde Ralph Chermock de status van Adelpha echter tot die van ondergeslacht van Limenitis, een keuze die in de daaropvolgende tientallen jaren navolging kreeg van diverse andere, maar niet alle auteurs. In 2003 publiceerde Keith Willmott de resultaten van een studie waarin hij sterke aanwijzingen vond voor de monofylie van de groep, en dus rechtvaardiging om die als apart geslacht op te vatten. Hij kenschetste het geslacht als "middelgrote tot grote vlinders, waarvan de geslachten uiterlijk gelijk zijn; de boven- en onderzijde van de vleugel verschillen sterk van elkaar: de bovenzijde is vrij egaal donkerbruin, met daarop een sterk contrasterende oranje, rode of witte band op de voorvleugel, meestal ook op de achtervleugel." Adalpha lijkt niet sterk verwant aan het enige andere geslacht van Limenitidini van de Nieuwe Wereld, Basilarchia. De nauwste verwanten zijn vermoedelijk te vinden in het geslacht Sumalia. Het betekent dat de Limenitidini waarschijnlijk twee keer de oversteek naar de Nieuwe Wereld hebben gemaakt.

## Synoniemen
- Heterochroa Boisduval, 1836; typesoort: Heterochroa serpa Boisduval, 1836

## Soorten
- Adelpha abia (Hewitson, 1850)
- Adelpha abyla (Hewitson, 1850)
- Adelpha alala (Hewitson, 1847)
- Adelpha amazona Austin & Jasinski, 1999
- Adelpha argentea Willmott & Hall, 1995
- Adelpha aricia (Hewitson, 1847)
- Adelpha atlantica Willmott, 2003
- Adelpha attica (C. & R. Felder, 1867)
- Adelpha barnesia Schaus, 1902
- Adelpha basiloides (Bates, 1865)
- Adelpha boeotia (C. & R. Felder, 1867)
- Adelpha boreas (Butler, 1866)
- Adelpha bredowii Geyer, 1837
  - Adelpha bredowii californica (Butler, 1865)
  - Adelpha bredowii eulalia (Doubleday, 1848)
- Adelpha calliphane Fruhstorfer, 1915
- Adelpha capucinus (Walch, 1775)
- Adelpha cocala (Cramer, 1779)
- Adelpha corcyra (Hewitson, 1847)
- Adelpha coryneta (Hewitson, 1874)
- Adelpha cytherea (Linnaeus, 1758)
- Adelpha delinita Fruhstorfer, 1913
- Adelpha demialba (Butler, 1872)
- Adelpha diazi Beutelspacher, 1975
- Adelpha diocles Godman & Salvin, 1878
- Adelpha donysa (Hewitson, 1847)
- Adelpha epione (Godart, 1824)
- Adelpha epizygis Fruhstorfer, 1915
- Adelpha erotia (Hewitson, 1847)
- Adelpha erymanthis Godman & Salvin, 1884
- Adelpha ethelda (Hewitson, 1867)
- Adelpha fabricia Fruhstorfer, 1913
- Adelpha falcipennis Fruhstorfer, 1915
- Adelpha felderi (Boisduval, 1870)
- Adelpha fessonia (Hewitson, 1847)
- Adelpha gavina Fruhstorfer, 1915
- Adelpha gelania (Godart, 1824)
- Adelpha heraclea (C. & R. Felder, 1867)
- Adelpha herbita Weymer, 1907
- Adelpha hesterbergi Willmott & Hall, 1999
- Adelpha hyas (Doyère, 1840)
- Adelpha iphicleola (H.W. Bates, 1864)
- Adelpha iphiclus (Linnaeus, 1758)
- Adelpha irmina (Doubleday, 1848)
- Adelpha jordani (Fruhstorfer, 1913)
- Adelpha justina (C. & R. Felder, 1861)
  - Adelpha justina pichincha
- Adelpha lamasi Willmott & Hall, 1999
- Adelpha leuceria (Druce, 1874)
- Adelpha leucerioides Beutelspacher, 1975
- Adelpha leucophthalma (Latreille, 1809)
- Adelpha levona Steinhauser & Miller, 1977
- Adelpha lycorias (Godart, 1824)
- Adelpha malea (C. & R. Felder, 1861)
- Adelpha margarita Willmott & Hall, 2013
  - Adelpha margarita garleppi
- Adelpha melona (Hewitson, 1847)
- Adelpha mesentina (Cramer, 1777)
- Adelpha messana (C. & R. Felder, 1867)
- Adelpha milleri Beutelspacher, 1976
- Adelpha mythra (Godart, 1824)
- Adelpha naxia (C. & R. Felder, 1867)
- Adelpha nea (Hewitson, 1847)
- Adelpha olynthia (C. & R. Felder, 1867)
- Adelpha paraena (H.W. Bates, 1865)
- Adelpha paroeca (Bates, 1864)
- Adelpha phylaca (Bates, 1866)
- Adelpha pithys (Bates, 1864)
- Adelpha plesaure Hübner, 1823
- Adelpha pollina Fruhstorfer, 1915
- Adelpha poltius Hall, 1938
- Adelpha radiata Fruhstorfer, 1915
- Adelpha rothschildi Fruhstorfer, 1913
- Adelpha salmoneus (Butler, 1866)
- Adelpha salus Hall, 1935
- Adelpha saundersii (Hewitson, 1867)
- Adelpha seriphia (C. & R. Felder, 1867)
  - Adelpha seriphia godmani Fruhstorfer, 1913
- Adelpha serpa (Boisduval, 1836)
- Adelpha shuara Willmott & Hall, 1995
- Adelpha sichaeus (Butler, 1866)
- Adelpha stilesiana DeVries & Chacón, 1982
- Adelpha syma (Godart, 1824)
- Adelpha thesprotia (C. & R. Felder, 1867)
- Adelpha thessalia (C. & R. Felder, 1867)
- Adelpha thoasa (Hewitson, 1850)
- Adelpha tracta (Butler, 1872)
- Adelpha viola Fruhstorfer, 1913
- Adelpha ximena (C. & R. Felder, 1862)
- Adelpha zea (Hewitson, 1850)
- Adelpha zina (Hewitson, 1867)